# طاقة الرياح في بيلاروسيا

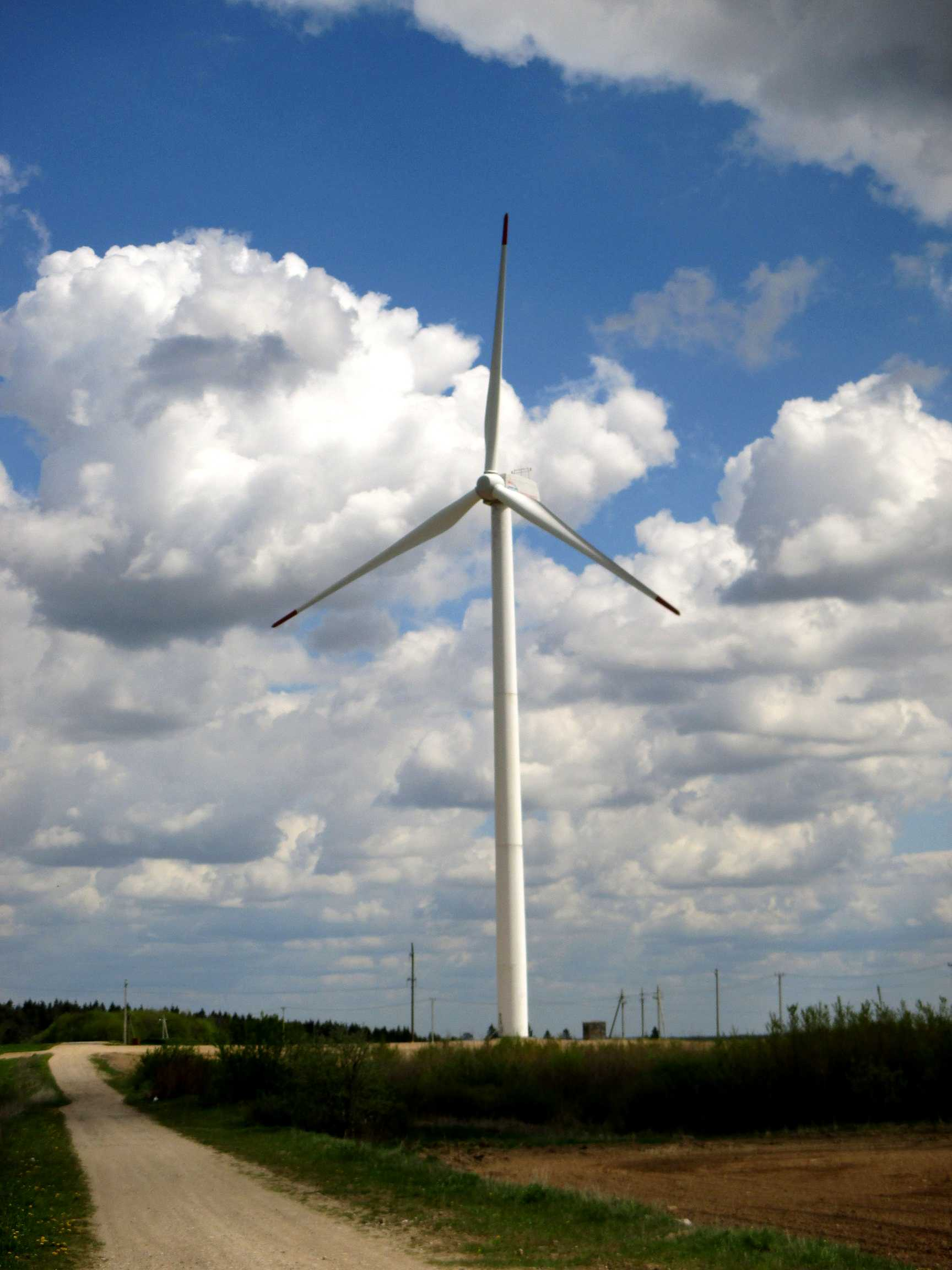
توربينه رياح في هرابنيكي

في بداية عام 2019، استطاعت بيلاروسيا توفير ما يقرب من 0.3% من اجمالي احتياجات الكهرباء من طاقة الرياح لتصبح مع الطاقة الشمسية من أهم قطاعات الطاقة المتجددة في بيلاروسيا. بحلول فبراير 2019، بدأ العمل في إنشاء أكبر مزرعة رياح بالقرب من قرية هرابنيكي، لتعلن الحكومة أنه بحلول عام 2020 سيصل إنتاج الطاقة إلى 300 ميجاوات بتوليد سنوي يصل إلى 500 جيجاوات ساعة.

## موارد الرياح
على الرغم من أن سرعة الرياح اللازمة لتحقيق استفادة اقتصادية تتراوح ما بين 7-12 م/ ث إلا أن بيلاروسيا حددت 1640 نقطة صالحة لإنشاء توربينات الرياح تتراوح سرعة الرياح فيها ما بين 3.5-5 م/ ث. تقع أنسب الأماكن على التلال القريبة من نافادورك وأوشيمانسك ومينسك وأورشا.

## الشركات الرئيسية
حتى عام 2010، كانت الوحدات الفردية تعمل بالفعل في منطقتي مينسك وغرودنو. لكن مع حلول عام 2017، أصبحت مزرعة نافاروداك والتابعة لفرع أر يو إي أكبر مزرعة رياح في البلاد. ظهر أول مولد رياح في قرية هرابنيكي في عام 2011 وأظهرت الإحصائيات أرقاما جيدة. مع بداية عام 2016، بدأ العمل على تثبيت 5 مزارع مماثلة تابعة للشركة الصينية HEAG.
تصل تكلفة إنشاء مزرعة رياح بسعة توليد 22 مليون كيلو وات ساعة ما يقرب من 13 مليون دولار. تستطيع سعة تلك المزرعة توفير ما يقرب من 4.5 مليون متر مكعب من الغاز سنويا (700,000- 800,000 دولار). يتم صيانة تلك المحطة بصفة دورية بواسطة 10 موظفين معتمدين من Grodnoenergo.
في عام 2017، وصل عدد المحطات إلى 47 محطة في أنحاء البلاد بسعة إجمالية 84 ميجاوات. أعلنت الحكومة أنه بحلول عام 2020، ستصل سعة محطة سمورجون إلى 15 ميجاوات وأوشمياني إلى 25 ميجاوات وليوزنو إلى 50 ميجاوات بينما ستصل دزيرزينسكي إلى 160 ميجاوات.
وفقا للتوقعات، ستصل السعة الإنتاجية لطاقة الرياح إلى 289 ميجاوات بحلول عام 2020 وإلى 500 ميجاوات بحلول عام 2030.

## وصلات خارجية
- طاقة الرياح المتوقعة في بيلاروسيا.
- الرياح الخلفية: كيف تطور بيلاروسيا طاقة الرياح.
- تقرير جديد: سوق طاقة الرياح في بيلاروسيا في الفترة ما بين عام 2016 وعام 2025.